# CpG-Insel
CpG-Inseln (engl. CpG islands, abgekürzt CGIs, gelegentlich auch als CG-Inseln bzw. CG islands bezeichnet) sind Regionen im Genom von Eukaryoten mit statistisch erhöhter CpG-Dinukleotid-Dichte. Diese Dichte wird auf die Einzelnukleotid- und Dinukleotidfrequenzen im gesamten betrachteten Genomausschnitt bezogen.
„CpG“ bezeichnet ein Zwei-Basen-Sequenzmotiv. Das „p“ (für Phosphorsäure oder bei einem pH-Wert von 7 Phosphat) wird häufig mit angegeben, um z. B. besser zwischen dem hier gemeinten CG innerhalb eines DNA-Strangs und der CG-Basenpaarung eines DNA-Doppelstranges zu unterscheiden (siehe CpG-Stelle).
Typische Definitionen für eine CpG-Insel verlangen einen Genomabschnitt von mindestens 400 bis 500 bp Länge, der einen durchschnittlichen G+C-Gehalt von mindestens 50 % aufweist und in dem ein CpG-Verhältnis (beobachtet zu erwartet) von mindestens 60 % vorliegt. Der GC-Gehalt des menschlichen Gesamtgenoms liegt beispielsweise bei ungefähr 42 % und ist somit deutlich geringer als der in den CpG-Inseln.
CpG-Inseln entstehen durch Mechanismen, die mit der Nutzung der Erbsubstanz als Informationsträger zu tun haben. Dadurch sind CpG-Inseln wichtige Markierungen, die z. B. für die Genetik, Medizin und Bioinformatik Bedeutung haben.
Sie sind nicht zu verwechseln mit der GC-Box, die 60–100 bp vor Beginn des Transkripts liegt.

## Eigenschaften

In einer CpG-Insel kommt alle 10 Nukleotide eine CpG-Stelle vor (Häufigkeit circa 1:10), hier am Beispiel eines Gen-Promotor-Bereichs mit hervorgehobenem ATG als Startcodon gezeigt (links). Sonst kommt alle 100 Nukleotide eine CpG-Stelle vor (Häufigkeit circa 1:100), hier am Beispiel eines „normalen“ Genom-Abschnitts gezeigt, der gewöhnlich methyliert ist (rechts).

Bei Säugetieren sind je nach Spezies zwischen 2 % und 7 % der Cytosine einer Zelle methyliert. Etwa 70 bis 85 % der CpG-Dinukleotide in Säugern sind methyliert, während CpG-Inseln überwiegend unmethyliert sind, wodurch die Genexpression epigenetisch reguliert wird. Etwa 5 % der CpG-Dinukleotide liegen in einer der 20.000 CpG-Inseln in Genomen von Säugern. Die Hälfte der CpG-Inseln liegt bei Säugern in Haushaltsgenen. Etwa 40 % der Promotoren in Säugetieren besitzen eine CpG-Insel.
Meist sind es die Cytosine aus 5'-CpG-3' Dinukleotiden, die auf beiden komplementären DNA-Strängen eine Methylgruppe tragen, wodurch ein palindromisches Methylierungsmuster entsteht. Sind zwei Cytosine in dieser Konstellation methyliert, bewirken sie zusammen eine Veränderung der dreidimensionalen Struktur in der großen Furche der Doppelstrang-DNA.
Der durchschnittliche GC-Gehalt beim Menschen beträgt 42 %, womit das Dinukleotid CpG rechnerisch mit einer Häufigkeit von etwa 4 % im Genom vorliegen sollte. Tatsächlich sind aber CpG-Dinukleotide mit 0,8 % stark unterrepräsentiert, was hauptsächlich mit der relativ spontanen Reaktion von 5-Methylcytosin zu Thymin durch Desaminierung zu erklären ist (s. Erklärung und Abbildung weiter unten). Damit ist die CpG-Dinukleotiddichte in CpG-Inseln 10–20 mal höher als in anderen Bereichen des durchschnittlichen Genoms von Wirbeltieren. Im Vergleich zu anderen Dinukleotiden, wie beispielsweise GpC, ApT oder TpA, kommt dem CpG-Dinukleotid in vielen eukaryotischen Organismen eine Sonderstellung zu, da dessen Häufigkeit die CpG-Inseln definiert.

## Funktionen von CpG-Inseln
Seit ihrer Entdeckung sind CGIs mit einer Vielzahl grundlegender Prozesse in Verbindung gebracht worden, unter anderem mit diesen drei Funktionen:
- DNA-Replikation; CGIs können als Replikationsursprung wirken; die Sequenzen selbst sind möglicherweise genomische Fußabdrücke, die durch Replikationsereignisse auf dem Chromosom hinterlassen wurden.[9]
- Prägung (Imprinting); CGIs können allelspezifisch unterschiedlich methyliert werden.[10]
- Transkriptionelle Regulation; CGIs fungieren hauptsächlich als Stellen für die Rekrutierung von RNA Pol II und die Initiierung der Transkription.[11]

Bei der dritten Funktion, der transkriptionellen Genregulation, spielen CpG-Inseln eine tragende Rolle. Sie befinden sich in Wirbeltieren gehäuft in der Nähe von Promotoren, insbesondere bei Haushaltsgenen.
Die Methylierung von CpG-Stellen innerhalb einer CpG-Insel bedeutet zumeist, dass das zugeordnete Gen nicht abgelesen wird. Circa 40–45 % aller menschlichen Gene haben CpG-Inseln in ihren Promotorbereichen.
Methylierung von CpG-Inseln spielt sowohl in der Entstehung von  Krebs (als Mechanismus zum Abschalten von Tumorsuppressorgenen) als auch bei der  genomischen Prägung eine Rolle. In Tumoren findet sich oftmals eine allgemeine Untermethylierung der Cytosine in CpG-Dinukleotiden und eine Übermethylierung in CpG-Inseln bestimmter Tumorsuppressorgene.

## CG-Suppression und Entstehung der CpG-Inseln
Die beiden Cytosine in einer CpG-Stelle (DNA-Doppelstrang) sind im menschlichen Genom meist methyliert (DNA-Methylierung). In einigen Bereichen wird die Methylierung dauerhaft unterdrückt. Häufig sind diese Bereiche CpG-Inseln und liegen oft vor Genen (den sogenannten Promotorbereichen). Die methylierten CpG-Stellen sind einem Mutationsdruck ausgesetzt, der durch „CG-Suppression“ benannt und nachfolgend beschrieben wird:
Cytosine können in der Zelle  einer Desaminierung (aus –NH2 wird =O) unterliegen. Eine hydrolytische Desaminierung von Basen kann ohne Katalysator auftreten, aber auch enzymatisch hervorgerufen werden. Aus methyliertem Cytosin wird dabei Thymin, aus unmethyliertem Cytosin (z.y B. in den CpG-Inseln) wird Uracil. Während Thymidin eine „normale“ Nukleobase der DNA ist, gehört Uracil nicht in die DNA. Uracil – eigentlich eine RNA-Base – wird sehr gut erkannt und durch Cytosin ersetzt. Die DNA-Reparaturmechanismen der Zelle nehmen das auf dem gegenüberliegenden DNA-Strang vorhandene Guanosin als Grundlage der Fehlerkorrektur. In den methylierten CpG-Dinukleotiden entsteht durch die Desaminierung hingegen Thymin. Dieser „Fehler“ wird wesentlich häufiger toleriert als Uracil und führt zu einer dauerhaften Mutation. Einen wesentlichen Unterschied für die Effizienz machen diejenigen Uracil-DNA-Glycosylasen aus (z. B.), die Uracil ausschneiden können (Basenexision) und auf fehlerhaft entstandenes Thymin aber nicht anwendbar sind.
Das folgende Schema zeigt die möglichen Mutationen durch Desaminierung und die Folgen durch Reparatur der DNA bzw. durch dauerhafte Etablierung von Mutationen.
```
                   1.                   2.                        3.
                                                                |
     
Methyliert:
                                                |
       m                                                        |     m
a)   --CpG--  Desaminierung  --
T
pG--  häufig       --CpG--      | → --CpG--
     --GpC--                 --GpC--               --GpC--      |   --GpC--
         m                       m                     m        |       m
                                                                |
                                                                |
b)                                    selten       --TpG--      | → --TpG--
                                                   --ApC--      |   --ApC--
                                                       m        |
     
Unmethyliert:
                                              |
                                                                |
c)   --CpG--  Desaminierung  --
U
pG--  sehr häufig  --CpG--      |
     --GpC--                 --GpC--               --GpC--      |
                                                                |
                                                                |
                                                                |
d)                                    sehr selten  --UpG--      | → --TpG--
                                                   --ApC--      |   --ApC--
                                                                |
```

Legende zum Schema: Dargestellt sind zwei CpG-Stellen, von denen sich eine in einem methylierten Bereich befindet [a) und b)], während die andere in einem unmethylierten Bereich – z. B. einer CpG-Insel – lokalisiert ist [c) und d)]. Die „auffälligen“ Nukleobasen sind fett hervorgehoben.
1. Eine Desaminierung führt zu einer neuen Base, so dass die komplementäre Basenpaarung an dieser Basenposition (fett markiert) aufgehoben wird.
2. Für die nachfolgende Wiederherstellung der komplementären Basenpaarung stehen jeweils zwei Varianten zur Verfügung, die mit unterschiedlicher Wahrscheinlichkeit verlaufen. Der Unterschied zwischen a) und b) mit häufig und selten kommt dadurch zustande, dass der gegenüberliegende Strang eine Methylierung des CpG aufweist. Dadurch wird dieser Strang in diesem Bereich vom DNA-Reparatursystem als „älterer“, konservierter Strang verstanden. Der größere Unterschied zwischen c) und d) mit sehr häufig und sehr selten geht darauf zurück, dass Uracil keine DNA-Base ist.
3. Im Anschluss an die mutativen Ereignisse werden gegebenenfalls falsche Methylierungen oder Nukleobasen ersetzt.

## Bioinformatische Analyse
Verschiedene Algorithmen zur Identifikation von CpG-Inseln wurden beschrieben.

### Auffinden von CpG-Inseln mit Hilfe von Markow-Ketten
Eine Methode, die zur Auffindung von CpG-Inseln verwendet werden kann, sind Markow-Ketten. Bezeichnet {\displaystyle C_{st}^{+}} die Anzahl der st-Paare auf CpG-Inseln und {\displaystyle C_{st}^{-}} sonst (nicht CpG-Inseln) mit {\displaystyle s,t\in \{A,C,G,T\}}. Die Übergangswahrscheinlichkeiten werden über Maximum Likelihood berechnet:
{\displaystyle a_{st}^{+}={\frac {C_{st}^{+}}{\sum _{t'}^{}C_{st'}^{+}}}} und {\displaystyle a_{st}^{-}={\frac {C_{st}^{-}}{\sum _{t'}^{}C_{st'}^{-}}}} Die Bestimmung basiert auf Sequenzabschnitten, von denen man weiß, ob es sich um CpG-Inseln handelt oder nicht.
Gegeben sei nun eine unbekannte Sequenz X. Frage: „Handelt es sich um eine CpG-Insel?“
Bezeichnungen:
- P(+|X) Wahrscheinlichkeit, dass X CpG-Insel
- P(-|X) Wahrscheinlichkeit, dass X keine CpG-Insel

Zusätzlich wird eine Score-Funktion definiert:
{\displaystyle S(X):=\log \left({\frac {P(+|X)}{P(-|X)}}\right)={\begin{cases}>0,&{\mbox{wenn CpG-Insel}}\\<0,&{\mbox{wenn keine CpG-Insel}}\\=0&{\mbox{nicht entscheidbar}}\end{cases}}}
Als „Prior“ wird die Gesamtlänge aller CpG-Inseln relativ zur Gesamtlänge des Genoms verwendet.

### Auffinden von CpG-Inseln mit Hilfe des Hidden Markov Modells
CpG-Inseln können ebenfalls mithilfe des Hidden Markov Modells aufgefunden werden. Als sichtbare Zustände bezeichnet man hierbei die Basen (G,C,A,T) an den jeweiligen Stellen in der DNA-Sequenz. Der nicht-sichtbare Zustand sagt etwas darüber aus, ob diese Base Teil einer CpG-Insel ist oder nicht (+,-).
Es gibt 4 mögliche Übergangswahrscheinlichkeiten:
{\displaystyle a_{st}=P(Z_{i}=t|Z_{i+1}=s)} {\displaystyle s,t\in \{+,-\}}.
Jeder versteckte Zustand s erzeugt mit einer Emissionswahrscheinlichkeit {\displaystyle e_{s}(b)} einen sichtbaren Zustand b (eine Base):
{\displaystyle e_{s}(b)=P(X_{i}=b|Z_{i}=s)}
Die Wahrscheinlichkeit, dass ein sichtbarer Zustand von einem versteckten Zustand emittiert wurde, ergibt sich demnach aus:
{\displaystyle P(Z|X)=P(X|Z)*P(Z)/P(X)}
mit: {\displaystyle P(Z)=P(Z_{1}){\prod _{i=2}^{N}{a_{Z_{i-1}}*Z_{i}}}=}
{\displaystyle \prod _{i=1}^{N}{a_{Z_{i-1}}*a_{Z_{i}}}} (s. Markow-Kette)
Damit ergibt sich:
{\displaystyle P(Z|X)={\frac {\prod _{i=1}^{N}{a_{Z_{i-1}}*a_{Z_{i}}}*\prod _{i=1}^{N}{e_{Z}(X_{i})}}{P(X)}}}
Da der Aufwand zur Maximierung von P(Z | X) mit der Länge der Sequenz exponentiell steigt, eignet sich der rekursive Viterbi-Algorithmus zur Lösung des Problems.